# Чорич, Томислав
Томислав Чорич (хорв. Tomislav Ćorić; 17 ноября 1979, Меткович/Плоче) — хорватский экономист, учёный, министр труда и пенсионной системы Хорватии в правительстве Андрея Пленковича.

## Биография
В автобиографии Чорич называет родным городом Плоче. В 1994—1998 годах учился в средней школе им. францисканца Андреи Качича Милшича (хорв. fra Andrija Kačić Miošić) в Плоче. Поступил после школы на экономический факультет Загребского университета, закончил его в 2003 году по направлению «финансы». С 2004 по 2007 учился в магистратуре этого же факультета по программе «Финансы и банковское дело». Там же с 2008 по 2011 год учился в докторантуре. В 2003—2011 годах работал ассистентом кафедры финансов экономического факультета Загребского университета, где с 2011 по 2013 год был старшим ассистентом, а с 2013 года по 2016 год — доцентом. В июне 2016 стал депутатом хорватского парламента. Является членом Хорватского общества экономистов.
Активно владеет английским языком и пассивно немецким — как в устной, так и письменной форме.